# Plov
En plov er et landbrugsredskab, der bruges til at løsne og vende jorden.

## Historie
I mange år var landbrug kun kendt i området ved den frugtbare halvmåne. Allerede her var ploven et vigtigt redskab til dyrkning af jorden. Det første redskab der ses brugt som en plov, er blot en kradsepind. Denne fungerede udmærket i disse tørre områder, hvor en vending af jorden vil føre til en total udtørring. Da landbruget bredte sig til Nordeuropa, viste det sig at en kradsepind ikke var tilstrækkelig, da jorden var for våd og tung. Derfor måtte man udvikle nye plove, der passede bedre ind i den nordeuropæiske økologi. 

### Arden
Arden var en kradsepind/træharve med en tand. Den var stor, og måtte trækkes af okser. Arden formåede ikke at vende jorden, men da den var større og stærkere, formåede den at løsne mere jord end den simple kradsepind. Arden kendes helt tilbage fra landbrugets indtog i Danmark i starten af bondestenalderen i midten af det 4. årtusinde f.Kr., men findes først afbildet blandt helleristninger fra bronzealderen. Man har også flere former for arder bevaret i moserne.
Den oprindelige form af arden var krogarden, som var lavet af et enkelt stykke træ. Denne afløstes i det 1. årtusinde f.Kr. af buearden, som var opbygget af flere stykker træ.

### Muldfjælsploven/hjulploven
Muldfjælsploven udvikledes i århundrederne før Kristi Fødsel i det hollandske og nordvesttyske område langs Nordsøen. Fremskridtet ved muldfjælsploven var samspillet mellem langjernet, som skærer et lodret snit, det vandrette plovskær, som underskærer furen, og muldfjælen, som vender den fritskårne fure med bunden opad over i forrige åbne fure. Muligvis har muldfjælsploven fra begyndelsen også været udstyret med hjulforstel, den såkaldte hjulplov, men frem til senmiddelalderen har muldfjælsplove både med og uden hjulforstel været udbredte, og først derefter synes versionen med hjulforstel dominerende.
Muldfjælsploven, med eller uden hjulforstel, kom til Danmark i løbet af yngre romersk jernalder (ca. 200-400 e.Kr.). Fra yngre romersk jernalder, germansk jernalder, vikingetid og middelalder er fundet flere spor af vendte furer, som til forveksling ligner spor af vendte furer fra 1500-1700-tallet. Først i 1850'erne blev den gamle hjulplov fortrængt overalt til fordel for svingploven.

### Svingploven
Hjulploven blev afløst af svingploven, der kendes fra slutningen af 1700-tallet. Først omkring 1860 havde svingploven fortrængt hjulploven.
Nutidens plove bygger på princippet i muldfjælsplovens muldfjæl, der hos svingploven blev ændret fra fladt til let skrueformet, og med traktoren videreudvikledes teknologien til at kunne pløje flere furer ad gangen.

## Ploven i andre lande
Bønderne i Kina havde længe et fortrin frem for bønder i Europa, fordi de benyttede en plov med plovskær af jern, og dertil en jernbeslået, konkav muldfjæl. På 1200-tallet nåede opskriften på støbejern til Europa, men selv efter at plovskær af jern var taget i brug, behøvede man flere trækdyr til at vende tung jord. Først på 1700-tallet regnede Thomas Jefferson sig frem til den konkave muldfjæl, samt en jernbeslået muldfjæl kombineret med jernstag, som resulterede i, at Vestens landmænd kunne pløje lige så effektivt som kinesere. Så tidligt som i 85 f.Kr brugte kineserne plove, der lavede flere furer samtidigt, og de var for længst begyndt at så korn og frø i lige rækker, hvad der giver større afkastning og gør det nemmere at luge ukrudt, end når man sår ved håndkast. I England blev såning af korn og frø i rækker først anbefalet i en jordbrugshåndbog fra 1731.

## Slang
Se uddybende artikel: Plovmand
På dansk er en "plovmand" desuden slang for en 500- eller 1000-kroneseddel. Oprindelsen til udtrykket om 500-kronesedlen er enkel, nemlig at Danmarks Nationalbank i 1910 satte en 500-kroneseddel i omløb med en pløjende landmand som motiv. Hvordan udtrykket er blevet knyttet til 1000-kronesedlen er mere uvist, men skyldes formentlig yngre generationers manglende kendskab til sedlernes historie.